# Ron Taylor (attore)
Ron James Taylor, soprannominato Sugar Bear (Galveston, 16 ottobre 1952 – Los Angeles, 16 gennaio 2002), è stato un attore, cantante e scrittore statunitense.

## Carriera
Tra i vari ruoli, si è cimentato nel ruolo di doppiatore ne I Simpson interpretando il suonatore di sassofono Gengive Sanguinanti Murphy. Ha avuto anche numerosi ruoli televisivi apparendo ne I segreti di Twin Peaks, Ally McBeal, Star Trek: Deep Space Nine e Avvocati a Los Angeles.
È stato anche cantante a seguito della Nazionale di baseball degli Stati Uniti d'America.
È morto il 16 gennaio 2002, all'età di 49 anni a causa di un attacco di cuore.

## Filmografia parziale

### Cinema
- Una poltrona per due (Trading Places), regia di John Landis (1983)
- Who's That Girl, regia di James Foley (1987)
- Sbirri oltre la vita (Dead Heat), regia di Mark Goldblatt (1988)
- Jamaica Cop (The Mighty Quinn), regia di Carl Schenkel (1989)
- Collision Course, regia di Lewis Teague (1989)
- Senza limiti (Relentless), regia di William Lustig (1989)
- Un fantasma per amico (Heart Condition), regia di James D. Parriott (1990)
- Pronti a tutto (Downtown), regia di Richard Benjamin (1990)
- Rabbia ad Harlem (A Rage in Harlem), regia di Bill Duke (1991)
- Amos & Andrew, regia di E. Max Frye (1993)
- L'ultimo inganno (Deadfall), regia di Christopher Coppola (1993)
- Colpo grosso al drago rosso - Rush Hour 2 (Rush Hour 2), regia di Brett Ratner (2001)

### Televisione
- I segreti di Twin Peaks (Twin Peaks) - serie TV, 2 episodi (1990-1991)
- I Simpson (The Simpsons) - serie animata, 2 episodi (1990-1995)
- NYPD - New York Police Department (NYPD Blue) - serie TV, episodi 1x05, 4x16 (1993-1997)
- Star Trek: Deep Space Nine - serie TV, episodi 2x06 e 2x17 (1994)
- Profiler - Intuizioni mortali (Profiler) - serie TV, episodio 2x11 (1998)
- Ally McBeal - serie TV, episodio 3x07 (1999)
- City of Angels - serie TV, episodi 1x06, 2x05, 2x09 (2000)

## Doppiatori italiani
Nelle versioni in italiano delle opere in cui ha recitato, Ron Taylor è stato doppiato da:
- Vittorio Amandola in Rabbia ad Harlem
- Eugenio Marinelli ne I segreti di Twin Peaks

Da doppiatore è sostituito da:
- Pino Ammendola ne I Simpson